# Danny Mountain
Danny Mountain (n. 18 de julio de 1984) es un actor pornográfico  británico.
Mountain jugó al fútbol en Southampton Football Club entre 9 y 16 años cuando una lesión de rodilla acabó con sus sueños de convertirse en un jugador profesional. Acompañó a su novia a una audición de la pornografía, y entró en la industria de la pornografía a través de la audición. Antes de entrar en la industria del porno, era carpintero.
Estaba casado con Eva Angelina y tiene una hija con ella, pero su matrimonio terminó en divorcio.

## Filmografía
Danny Mountain ha trabajado en varias películas pornográficas. Ha trabajado como actor principal en la parodia de James Bond Octopussy 3D. Algunos de sus trabajos más conocidos son:
- Octopussy
- Sex and the City: the original XXX Parody
- BATFXXX: Dark Night Parody
- Sexy Seductive Housewives ("Amas de Casa Sexys y Seductores")
- My Dad's Hot Girlfriend 4  ("Novia Caliente de mi Padre")
- My First Sex Teacher #22  ("Mi Primera Profesora de Sexo")
- Adventures in Sex  ("Aventuras en el Sexo")
- My Wife & My Mistress ("Mi Esposa y Mi Amante")